# Ernst zur Lippe-Weißenfeld
Ernst Graf zur Lippe-Weißenfeld (* 21. Februar 1825 in See bei Niesky; † 28. Juli 1909 in Berlin) war ein preußischer Rittmeister und Historiker.

## Leben
Ernst, Graf und Edler Herr zur Lippe-Weißenfeld war Angehöriger des Hauses Lippe, genauer der Linie Lippe-Weißenfeld. Seine Eltern waren Ludwig Graf und Edler Herr zur Lippe-Biesterfeld-Weißenfeld (1781–1860) und dessen Frau Eleonore Auguste, geborene Gräfin von Hohenthal (1795–1856). Der preußische Justizminister Leopold zur Lippe-Biesterfeld-Weißenfeld (1815–1889) war sein älterer Bruder.
Lippe-Weißenfeld trat in die Preußische Armee ein und stand bis zu seiner krankheitsbedingten Dimission am 14. Januar 1860, zuletzt als Rittmeister, im Husaren-Regiment Nr. 6, dessen Regimentsgeschichte er im selben Jahr verfasste. Er war als Historiker auch Mitarbeiter der Allgemeinen Deutschen Biographie, zu der er 47 Einzelartikel beitrug. Zahlreiche weitere militärhistorische Fachpublikationen, teilweise unter Pseudonymen sind aus seiner Hand entstanden.
Lippe-Weißenfeld war u. a. seit 1864 Rechtsritter des Johanniterorden, Ritter I. Klasse des Hausordens Albrechts des Bären, Ritter II. Klasse des Ordens vom Heiligen Michael und des Ordens vom Zähringer Löwen, Inhaber des Ehrenkreuz I. Klasse des Lippischen Hausordens, Inhaber der Militär-Verdienstmedaille, des Kronenorden III. Klasse, der Armeedenkmünze 1864, der Zentenarmedaille sowie Komtur des Militär- und Zivildienst-Ordens Adolphs von Nassau.

## Werke
- Geschichte des Königlich Preussischen 6. Husaren-Regiments (ehedem 2. Schlesischen). Verlag der Kgl. Geheimen Ober-Hofbuchdruckerei (R. Decker), Berlin 1860 (Digitalisat im Münchener Digitalisierungszentrum).
- Vom großen König, aus Anlaß der Säcular-Erinnerung an den Hubertusburger Frieden zusammengestellt. Döring, Potsdam/Berlin 1863.
- Husaren-Buch. Döring, Potsdam/Berlin 1863.
- Elend und Hülfe. „Bene fate fratelli!“ Aufsätze. Verlag von Ludwig Rauh, Berlin 1864.
- Militaria aus König Friedrichs des Großen Zeit. E.S. Mittler & Sohn, Berlin 1866.
- Westpreussen unter Friedrich dem Grossen. Nach urkundlichen Quellen bearbeitet. Ernst Lambeck, Thorn 1866 (Digitalisat im Münchener Digitalisierungszentrum)
- Der Briefwechsel zwischen König Friedrich dem Gr. und dem Grafen Dönhoff, 1753, betreffend. (Ein genealogischer und biographischer Commentar.) In: Wochenblatt der Johanniter-Ordens-Balley Brandenburg. Band 9, Nr. 5 vom 29. Januar 1868, S. 27–28.
- Fridericus Rex und sein Heer. Ein Stück preussische Armeegeschichte. Vossische Buchhandlung (Strikker), Berlin 1868 (Digitalisat bei Google Books)
- Derfflinger. Biographische Skizze. Beitrag zur 2. Secularfeier des Sieges bei Fehrbellin. Verlag der „Militaria“, Berlin 1875 (aus: Neue militärische Blätter)
  - 2. Auflage u. d. T.: Derfflinger. Verlag der „Militaria“ (G. von Glasenapp), Berlin 1880.
- Zieten, „das alte Husarengesicht“. Mit Bild u. Unterschrift nebst Kärtchen zum „Zietenritt“ am 20. Mai 1745. Verlag der „Militaria“ (G. von Glasenapp), Berlin 1880 (Digitalisat bei Google Books)
  - 2. veränderte Auflage u. d. T.: Hans Joachim von Zieten. Eine Lebensgeschichte. Eisenschmidt, Berlin 1885.
- Der „geweihte Degen Daun’s“. Eine historiographische Darlegung. R. L. Prager, Berlin 1883.
- (als „Anton Antus“) Des Feldmarschalls Graf Daun geweihter Degen? In Dunkeles ein Streiflicht. Gebrüder Unger, Berlin 1897.